# Jessica Brown Findlay
Pour les articles homonymes, voir Findlay.
Jessica Brown Findlay, née le 14 septembre 1989 à Cookham (Berkshire), est une actrice britannique. Elle est connue pour ses rôles dans les séries télévisées Downton Abbey, Les Filles de joie, Brave New World et Castlevania.

## Biographie
Brown Findlay a grandi à Cookham, dans le comté du Berkshire. Son père est conseiller financier et sa mère est assistante d'enseignement. Elle a confié à Vanity Fair en 2012, "J'ai grandi là-bas, tout comme ma mère. Ma grand-mère et mon grand-père sont au coin de la rue. C'est un endroit très familier et incroyablement cher à mon cœur. C'est plutôt calme, mais d'une façon merveilleuse."
Elle s'est formée avec le National Youth Ballet et les Associates of the Royal Ballet et, à 15 ans, a été invitée à danser avec le Kirov au Royal Opera House pour une saison estivale. Elle a assisté à la Furze Platt Senior School à Maidenhead. À la fin de ses GCSE , elle a été acceptée dans plusieurs écoles de ballet, mais a choisi d'aller à la Arts Educational School en raison des cours de niveau A qu'elle dispensait et de sa pastorale. Brown Findlay y a assisté pendant deux ans : au cours de sa deuxième année, elle a subi trois opérations aux chevilles, dont la dernière a mal tourné.
Après les encouragements d'un professeur d'art, elle a terminé ses études à l'école d'enseignement des arts de Tring Park , puis a suivi un cours d'art au Central Saint Martin's College of Art and Design . ,,
Dans une interview de 2012 avec Vanity Fair, Brown Findlay a déclaré : "En grandissant, j'étais complètement amoureuse et éprise du ballet. Le ballet était toute ma vie." Cependant, après trois opérations à la cheville, elle a été forcée d'abandonner la danse et s'est retrouvée à l'Université de Londres, où elle a découvert la scène. "Le jeu d'actrice était l'élément du ballet que j'aimais le plus et qui me manquait le plus."

## Carrière
De 2009 à 2011, elle participe à deux épisodes de la série télévisée britannique Misfits. Elle y tient le rôle d'une fille religieuse dont la superpuissance convainc tout le monde d'abandonner la délinquance au profit du célibat.
En 2011, elle tient son premier rôle au cinéma en incarnant Emilia Conan Doyle, le rôle principal d'Albatross, comédie dramatique coming-of-age britannique réalisée par Niall MacCormick (en). Elle y partage l'affiche avec Julia Ormond, Felicity Jones et Sebastian Koch. Le film raconte l'histoire d'une adolescente écrivaine en herbe entrant dans la vie d'une famille dysfonctionnelle vivant sur la côte sud de l'Angleterre.
Presque immédiatement après le tournage d'Albatross, elle décroche le rôle de Lady Sybil Crawley dans la série télévisée dramatique d'ITV Downton Abbey, où elle incarne l'une des filles Grantham. Dans une interview accordée à Vanity Fair en 2012, elle déclare : « Je pensais que ce personnage de Sybil était fascinant et j'aimais son attitude moderne face à la vie ». En 2012, elle est la première actrice majeure à quitter la série, lorsque son personnage, la visionnaire Lady Sybil, décède dans la troisième saison. Lors d'une interview en 2015, le créateur de la série Julian Fellowes a déclaré au sujet de la tournure de l'intrigue, "Jessica Brown Findlay, qui a joué Sybil, avait dit qu'elle allait partir dès le début. Elle a dit : "Je fais trois ans, puis je pars", donc tout a été réglé", a déclaré Fellowes à propos de la mort de Lady Sybil, survenue peu de temps après qu'elle eut donné naissance à la fille de Tom Branson.
En 2011, elle apparaît ensuite dans le rôle d'Abi dans l'épisode de Quinze Millions de mérites de la série télévisée Black Mirror, avec l'acteur anglais Daniel Kaluuya.
En 2012, elle devient le visage de la ligne de bijoux de Dominic Jones, et elle a été choisie pour Not Another Happy Ending (We Love Happy Endings !) par John McKay, et dans la mini-série Labyrinthe, basée sur le roman du même nom écrit par Kate Mosse, incarnant Alaïs Pelletier. En 2012, elle est choisie pour incarner Beverly Penn dans l'adaptation cinématographique du roman Winter's Tale (2014) avec Colin Farrell et Russell Crowe.
En juillet 2015, elle joue le rôle de la belle-mère Alice Aldridge dans The Outcast (en), l'adaptation télévisée en deux parties du roman de Sadie Jones par la BBC.
En mai 2015, elle fait ses débuts au théâtre professionnel au théâtre Almeida de Londres, dans le rôle d'Électre dans une nouvelle adaptation de lOrestie aux critiques positives. La production a ensuite été transférée au Trafalgar Theatre dans le West End de Londres. L'auteur et metteur en scène était Robert Icke, qui a jeté Brown Findlay dans sa production d'Oncle Vania au même endroit en février de l'année suivante.
En septembre 2016, il a été annoncé qu'elle jouerait Ophélie dans une nouvelle production de Hamlet au théâtre Almeida de Londres. La production a été acclamée par la critique et transférée plus tard dans le West End, où elle s'est déroulée jusqu'en septembre 2017 avec l'acteur primé de Sherlock et Fleabag Andrew Scott) dans le rôle de Hamlet.
En 2016, elle rejoint le casting d'un long métrage biopic initialement intitulé Steven, sur la jeunesse et la carrière du chanteur anglais Morrissey, qui a co-fondé le groupe de rock indépendant The Smiths. Le film, rebaptisé England Is Mine, a été présenté en première au Festival du film d'Édimbourg en 2017, avec l'acteur de Dunkerque Jack Lowden dans le rôle principal.
Brown Findlay a joué le rôle de Bella Brown dans Le Merveilleux Jardin secret de Bella Brown, un film dramatique romantique britannique de 2016 réalisé et écrit par Simon Aboud en tant qu'enfant trouvé refoulé qui forme une nouvelle vie grâce à ses relations avec un voisin malicieux (Tom Wilkinson), un cuisinier doué (Andrew Scott) et un inventeur excentrique (Jeremy Irvine).
En 2017, Brown Findlay a joué Charlotte Wells, la fille d'un propriétaire de bordel et célèbre courtisane, dans Harlots, une série télévisée dramatique d'époque créée par Alison Newman et Moira Buffini. La série a été créée le 27 mars 2017 sur ITV Encore au Royaume-Uni et le 29 mars 2017 sur Hulu Plus aux États-Unis. La série télévisée se concentre sur Margaret Wells, qui dirige une maison close au XVIIIe siècle en Angleterre et a du mal à élever ses filles dans un foyer chaotique. La série est inspirée de The Covent Garden Ladies de Hallie Rubenhold,. Toujours en 2017, elle a interprété le personnage de Fay dans le film d'animation Happy Family.
En 2018, elle a joué le rôle d'Elizabeth McKenna dans le film Le Cercle littéraire de Guernesey.
En mai 2019, il a été annoncé que Brown Findlay jouerait le rôle de Lenina Crowne dans la série Brave New World de NBCUniversal, basée sur le roman  Le Meilleur des mondes de 1932, d'Aldous Huxley. La série a ensuite été déplacée sur le réseau Peacock.

## Vie privée
Brown Findlay sort avec l'acteur Ziggy Heath (en) fin 2016. Ils se sont mariés le 12 septembre 2020,.
Elle a donné naissance à des jumeaux le 5 novembre 2022.

## Filmographie

### Cinéma
- 2011 : Albatross de Niall MacCormick : Emelia Conan-Doyle
- 2014 : Lullaby d'Andrew Levitas : Karen
- 2014 : Un amour d'hiver (Winter's Tale) d'Akiva Goldsman : Beverly Penn
- 2014 : The Riot Club de Lone Scherfig : Rachel
- 2015 : Docteur Frankenstein (Victor Frankenstein) de Paul McGuigan : Lorelei
- 2016 : Le Merveilleux Jardin Secret de Bella Brown de Simon Aboud : Bella Brown
- 2017 : England Is Mine de Mark Gill : Linder Sterling
- 2017 : Happy Family d'Holger Tappe : Fay (voix, version anglaise)
- 2017 : Steven de Mark Gill : Linder Sterling
- 2017 : Iris Warriors de Roydon Turner : Miss Shaw
- 2018 : Le Cercle littéraire de Guernesey de Mike Newell : Elizabeth McKenna
- 2020 : The Banishing : La Demeure du mal (The Banishing) de Christopher Smith : Marianne
- 2021 : L'Étau de Munich (Munich: The Edge of War) de Christian Schwochow : Pamela Legat
- 2021 : Monster Family 2 d'Holger Tappe : Fay
- 2022 : Iris Warriors de Roydon Turner : Miss Shaw
- À venir : The Hanging Sun de Francesco Carrozzini : Lea

### Télévision
- 2009 - 2011 : Misfits : Rachel
- 2010 - 2012 : Downton Abbey : Lady Sybil Crawley
- 2011 : Black Mirror : Abi Khan
- 2012 : Labyrinthe : Alais Pelletier Du Mas
- 2014 : Jamaica Inn : Mary
- 2015 : The Outcast (en) : Alice Aldridge
- 2017 - 2019 : Les Filles de joie : Charlotte Wells[23]
- 2018 : Hamlet (téléfilm) : Ophelia
- 2020 : Brave New World : Lenina Crowne[24]
- 2020 - 2021 : Castlevania : Lenore (20 épisodes)
- 2022 : The Flatshare : Tiffany
- À venir : Whatever After : la narratrice
- À venir : Life After Life